# 龍峯寺 (岐阜市)
龍峰寺（りゅうぶじ、龍峯寺）は岐阜県岐阜市奥にある臨済宗妙心寺派の寺院で、山号は廣徳山。北方城主安藤守就の菩提寺である。
戦国時代に北方城主の安藤守就が、弟の湖淑を開山として一族の菩提寺として北方に建立した。正確な創建年は不明で、湖淑の法系も伝わっていない。その後、天正10年（1582年）に北方城が稲葉良通により攻められた際に城と共に兵火により焼亡した。湖淑は本巣郡の奥村まで逃れ、安藤守就の菩提を弔い寺院を再興した。湖淑和尚の没後は住持を欠くが、明暦年間に越前国報恩寺の別川和尚が住持となる。その法嗣、蜜外和尚は人里離れた山上から麓に寺を移した。天和3年（1683年）に乙津寺の鉄錐和尚を住持に招いたのちその法が受け継がれた。寺宝として湖淑和尚の肖像を所蔵し、安藤守就の墓が本堂裏手の山に建っている。